# مولامبا نداي
مولامبا نداي (Ndaye Mulamba) هو لاعب كرة قدم زائيري ( الكونغو الديمقراطية حاليا ) لعب لمنتخب بلاده في حقبة السبعينات وشارك مع منتخب الزائير في دورات عديدة لكأس الأمم الأفريقية. و يحمل في رصيدة عشرة أهداف لزائير في بطولات كأس الأمم الأفريقية سجلها أعوام 1974 - 1976.

## روابط خارجية
- مولامبا نداي على موقع الاتحاد الدولي (مؤرشف)  (الإنجليزية)
- مولامبا نداي على موقع قاعدة بيانات كرة القدم.إي يو (الإنجليزية)
- مولامبا نداي على موقع ناشيونال فوتبول تيمز (الإنجليزية)
- مولامبا نداي على موقع عالم كرة القدم.نت (الإنجليزية)